# Уэнди Найт
Уэнди Найт (англ. Wendi Knight, настоящее имя Уэнди Рене Тейлор (Wendy Renee Taylor), род. 23 апреля 1975 года, Форт-Уэрт, Техас, США) — американская порноактриса, режиссёр и продюсер фильмов для взрослых и эротическая модель, лауреат премии AVN Awards.

## Биография
Уэнди Найт, настоящее имя — Венди Рене Тейлор, родилась в апреле 1975 года в городе Форт-Уэрт, на Северо-Востоке штата Техас. Начала сниматься в фильмах для взрослых в 1997 году, первые два фильма с её участием — Behind the Sphinc Door — Seymour Butts 31 и Seymore Butts Does Europe 1.
Как актриса, выиграла три года подряд (1999, 2000 и 2001) приз за Лучшую сцену группового секса на AVN Awards: в 1999 — за Tushy Heaven, в 2000 — за Nothing to Hide 4 — Club Purgatory и в 2001 за Les Vampyres.
В 2003 году дебютировала в качестве режиссёра на студии Zero Tolerance с первой части саги Grand Theft Anal, из которой сняла 9 фильмов. Также режиссировала первые части Strip Tease Then Fuck и Wet Dreams Cum True и несколько их сиквелов.
Состоит в браке с основателем и президентом компании Zero Tolerance, Грегом Алвесом.
Ушла в отставку в качестве актрисы в 2004 году, снявшись в общей сложности в 96 фильмах; однако до 2009 года была действующим режиссёром и продюсером, сняв 24 фильма.

## Награды и номинации
| Год  | Церемония  | Результат | Номинация                     | Работа                |
| ---- | ---------- | --------- | ----------------------------- | --------------------- |
| 1999 | AVN Awards | Победа    | Лучшая сцена группового секса | Tushy Heaven          |
| 2000 | AVN Awards | Номинация | Лучшая сцена анального секса  | Nothing To Hide 3 & 4 |
| 2000 | AVN Awards | Победа    | Лучшая сцена группового секса | Nothing To Hide 3 & 4 |
| 2001 | AVN Awards | Победа    | Лучшая сцена группового секса | Les Vampyres          |